# Asger Schauby
Asger Schauby (udtales: Skovby) (29. oktober 1916 – 2. juni 1987) var sløjdinspektør i København 1957-1986.
Asger Schauby tog lærereksamen fra KFUM's seminarium i 1939 og blev fast vikar ved Enghavevejens skole og derefter ansat ved Holsteinsgade Skole i 1943. Han tog sløjdlærereksamen fra Dansk Sløjdlærerskole og supplerede med metalsløjd og senere med kurser på Askov i Jylland og Näas i Sverige.
I 1947 blev Schauby sekretær hos sløjdinspektør Galatius og forretningsfører for Modeludvalget i sløjd, som han blev formand for, da han 1. maj 1957 blev udnævnt til Galatius's efterfølger som sløjdinspektør ved Københavns kommunes skolevæsen.
Schauby var i hele sin formandsperiode den inspirerende leder af Modeludvalgets møder og stærkt medvirkende til, at Modeludvalgets virksomhed efterhånden voksede og toppede i 1980'erne med henved 1200 abonnenter og udsendte modeltegninger og plancher, ikke alene til de københavnske skoler og de fleste skoler i provinsen, men også til skoler i Sydslesvig, på Færøerne og Grønland.
Schauby udgav sammen med kolleger »Tegningslæsning for 8. og 9. klasse«, som var et ret meget anvendt supplement til sløjdundervisningen i 70'erne og 80'erne.
Som Galatius i sin tid arbejdede for at få metalsløjd indført, var det i Schaubys interesse at få træbearbejdningsmaskiner indført i skolerne. Det var ham magtpåliggende, at maskinerne blev brugt på en rigtig og forsvarlig måde, så at ulykker kunne undgås. Derfor arrangerede han kurser i brugen af maskinerne for de københavnske sløjdlærere. Det var Schaubys fortjeneste, at der blev anskaffet de rigtige maskiner, hvorved han sparede skolevæsenet for mange penge.
Asger Schauby havde en kammeratlig og elskværdig måde at føre sig frem på. Ved Modeludvalgets selskabelige sammenkomster og på talrige udflugter var han altid det festlige og humørfyldte midtpunkt.
Ved Schaubys afgang blev Keld Jørgensen (f. 1936) konstitueret i embedet som sløjdinspektør i perioden 1986-1988, men herefter blev stillingen nedlagt, og Jørgensen fortsatte som fagkonsulent i sløjd. 